# Reichen Lehmkuhl

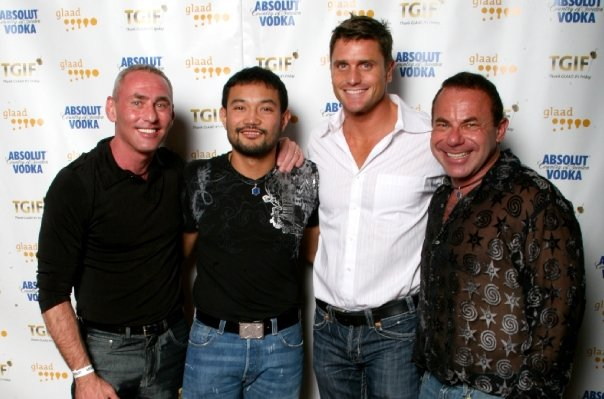
Reichen Lehmkuhl (drugi od prawej) podczas jednej z imprez organizowanych przez organizację GLAAD.

Reichen Lehmkuhl, właśc. Richard Allen Lehmkuhl (ur. 26 grudnia 1973 w Cincinnati) – amerykański model i aktor, były oficer wojsk lotniczych oraz zwycięzca czwartej edycji reality show The Amazing Race.

## Życiorys
Urodził się w Cincinnati w stanie Ohio. Pracował jednocześnie jako nauczyciel fizyki w prywatnej szkole średniej Crossroads School w Santa Monica w Kalifornii, instruktor lotu oraz model w Los Angeles, gdy nieoczekiwanie dostał się do czwartego sezonu amerykańskiego reality show The Amazing Race. W programie Lehmkuhl poznał partnera, także uczestnika widowiska, Chipa Arndta.
W maju 2006 roku prowadził swój autorski program The Reichen Show, nadawany przez stację LGBT Q Television Network. Popularność Reichena rosła. 28 października '06 roku ukazała się jego autobiografia zatytułowana Here’s What We'll Say. Książka spotkała się z zainteresowaniem środowiska gejowskiego oraz mediów. Lehmkuhl zaczął pojawiać się w operach mudlanych, sitcomach oraz w kolejnych telewizyjnych programach typu reality show. Wystąpił w serialu Hotel Dante oraz w jednym odcinku tasiemca Frasier.
26 lipca 2006 roku eks-członek boysbandu *NSYNC Lance Bass wyznał poczytnemu magazynowi People, że jest gejem, oraz że jest w "bardzo stabilnym związku" z Reichenem. Bass i Lehmkuhl stali się głównym obiektem amerykańskich magazynów plotkarskich. Ich związek zakończył się w styczniu 2008 roku.
Zamieszkał w Los Angeles i związał się z brazylijskim modelem Rodineyem Santiago. Wcześniej spotykał się z instruktorem fitness Ryanem Barrym.